# Benjamin Fadavian
Benjamin Fadavian (* 27. April 1990 in Aachen) ist ein deutscher Jurist und Kommunalpolitiker (SPD). Er ist seit dem 1. November 2020 hauptamtlicher Bürgermeister der Stadt Herzogenrath.

## Leben
Benjamin Fadavian wurde in Aachen-Burtscheid als Sohn einer deutschen Mutter und eines iranischen Vaters geboren. Nach seinem Abitur im Jahr 2009 am Aachener Einhard-Gymnasium leistete er Zivildienst und studierte hiernach mit einer Förderung der Stiftung der Deutschen Wirtschaft (sdw) Rechtswissenschaften. Im Jahr 2015 legte Fadavian die Erste juristische Staatsprüfung vor dem Oberlandesgericht Köln ab. Von 2015 bis 2017 war er als Wissenschaftlicher Mitarbeiter am Seminar für Staatsphilosophie und Rechtspolitik an der Universität zu Köln tätig, wo er bei Otto Depenheuer mit einer Schrift über die verfassungsrechtlichen Grenzen interkommunaler Zusammenarbeit zum Dr. iur. promoviert wurde. Die mit summa cum laude bewertete Arbeit wurde mit dem Promotionspreis der Rechtswissenschaftlichen Fakultät und des Vereins zur Förderung der Rechtswissenschaft ausgezeichnet. Im Jahr 2019 legte Fadavian die Zweite juristische Staatsprüfung vor dem Landesjustizprüfungsamt in Düsseldorf ab. Hiernach war Fadavian als Referent der Geschäftsführung bei dem kommunalen IT-Dienstleister regio iT GmbH tätig, wo er bereits zuvor nebenberuflich beschäftigt war.
Benjamin Fadavian forscht und publiziert im Kommunal-, Verfassungs- und Digitalrecht. Er ist assoziiertes Mitglied des Zentrums für soziale Implikationen künstlicher Intelligenz (SOCAI) an der Universität Würzburg.
Er ist Mitglied der evangelischen Kirche und lebt in Kohlscheid.

## Politische Karriere
Mit 15 Jahren trat er bei den Jusos ein. Alters- und Interessenunterschiede führten dazu, dass er eine Juso-Schülergruppe gründete, um die Probleme der Schüler zu bewältigen. Im März 2010 wurde er mit 19 Jahren als jüngstes Mitglied in den Unterbezirksvorstand der Aachener SPD gewählt. Von 2009 bis 2019 war er stellvertretender Vorsitzender des SPD-Ortsvereins Aachen-Burtscheid.
Am 13. September 2020 wurde Benjamin Fadavian mit 53,32 % der Stimmen im ersten Wahlgang zum hauptamtlichen Bürgermeister der Stadt Herzogenrath gewählt. Zum 1. November 2020 trat Fadavian das Amt an und folgte damit auf Christoph von den Driesch (CDU).
Auf Vorschlag der SPD-Landtagsfraktion in Nordrhein-Westfalen wurde Fadavian zum Mitglied der 17. Bundesversammlung gewählt.

## Verschiedenes
Im März 2011 befand sich Fadavian auf einer privaten Reise im Norden Japans und geriet in das Tōhoku-Erdbeben. Nach Ausbruch der Nuklearkatastrophe von Fukushima brach er die Reise ab.

## Veröffentlichungen (Auswahl)
- Rechtswissenschaftliche Aspekte von Smart Government, in: Jörn von Lucke (Hrsg.), Smart Government – Intelligent vernetztes Regierungs- und Verwaltungshandeln in Zeiten des Internets der Dinge und des Internets der Dienste. epubli GmbH, Berlin 2016, S. 113–133,  ISBN 978-3-8442-1800-8.
- Kommunale Strukturen in den Niederlanden, in: DÖV 2017, 668.
- Der Europäische Verbund für Territoriale Zusammenarbeit (EVTZ), in: Nordrhein-Westfälische Verwaltungsblätter (NWVBl) 2017, 410.
- mit Maik Bäumerich: Grundfälle zum Gesetzgebungsverfahren, in: JuS 2017, 1067.
- Interkommunale Zusammenarbeit und ihre verfassungsrechtlichen Grenzen. Eine Untersuchung am Beispiel des Regionalverbands Ruhr, Diss., 2017, Univ. Köln, Kölner UniversitätsPublikationsServer (KUPS), URI: https://kups.ub.uni-koeln.de/7870/.
- Chancen und Grenzen der algorithmischen Verwaltung, in: Resa Mohabbat Kar, Basanta E. P. Thapa, Peter Parycek (Hrsg.), (Un)Berechenbar? Algorithmen und Automatisierung in Staat und Gesellschaft, Kompetenzzentrum Öffentliche IT, Berlin 2018, S. 294–314, ISBN 978-3-9818892-5-3.
- Kommunale Strukturen in Belgien, in: DÖV 2019, 889.
- Kommunale Publikationen und das Gebot der Staatsferne der Presse, in: Nordrhein-Westfälische Verwaltungsblätter (NWVBl) 2019, 487.
- Ein Zweckverband als Kaufmann, in: RPfleger 2020, 367.